# Wallichia
Wallichia ist eine Pflanzengattung innerhalb der Familie der Palmengewächse (Arecaceae). Die etwa acht Arten sind in Südostasien verbreitet.

## Beschreibung

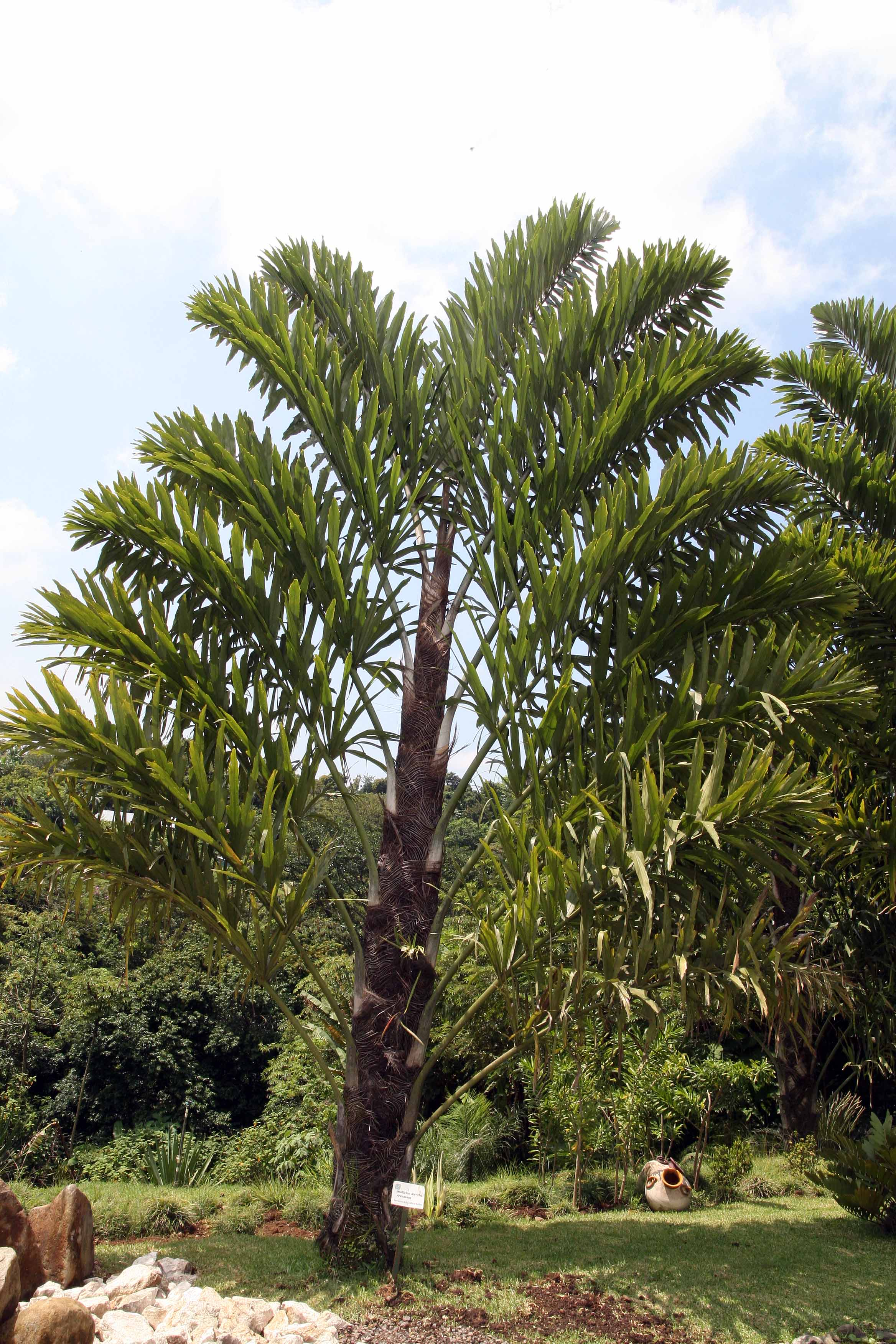
Wallichia disticha

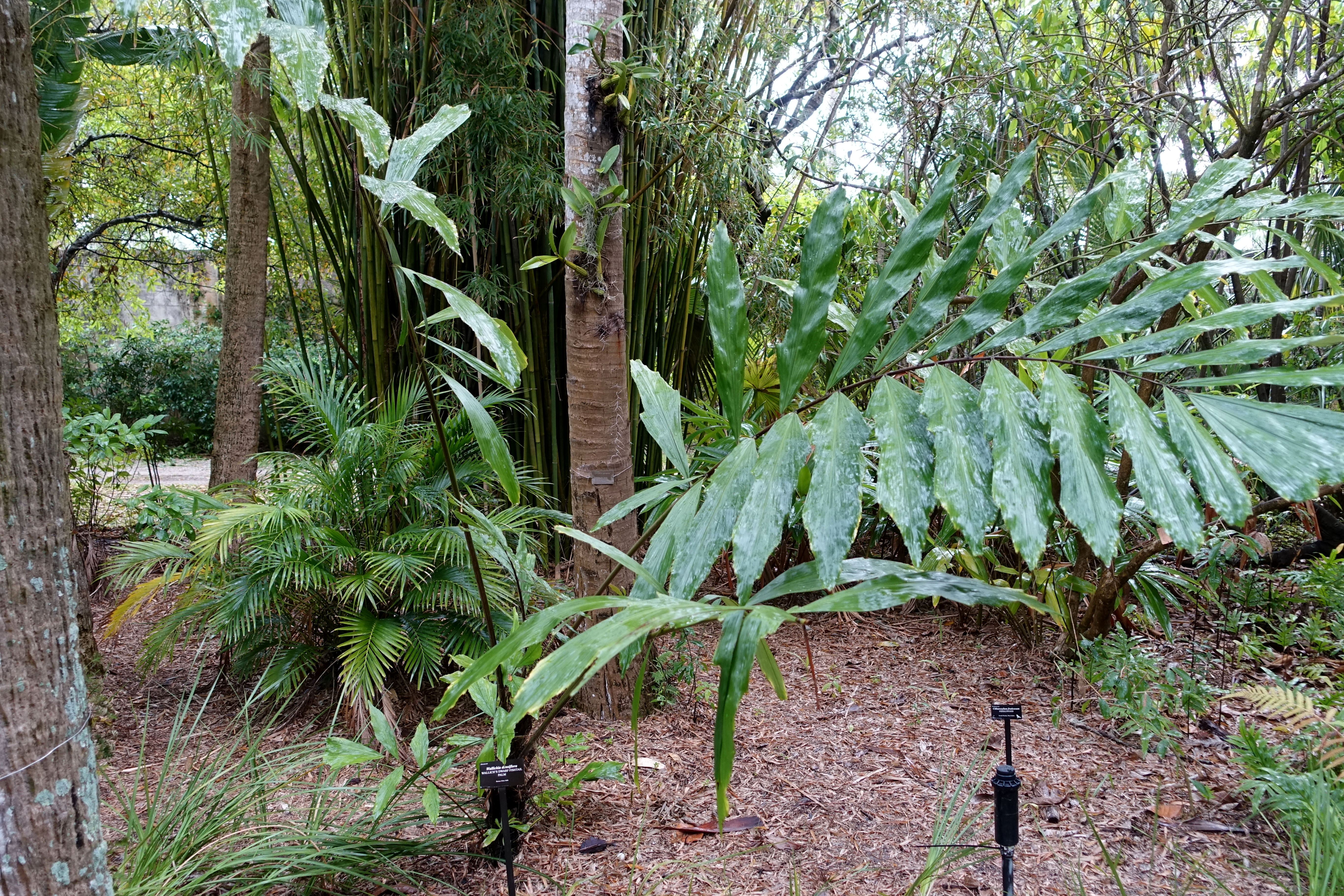
Wallichia oblongifolia

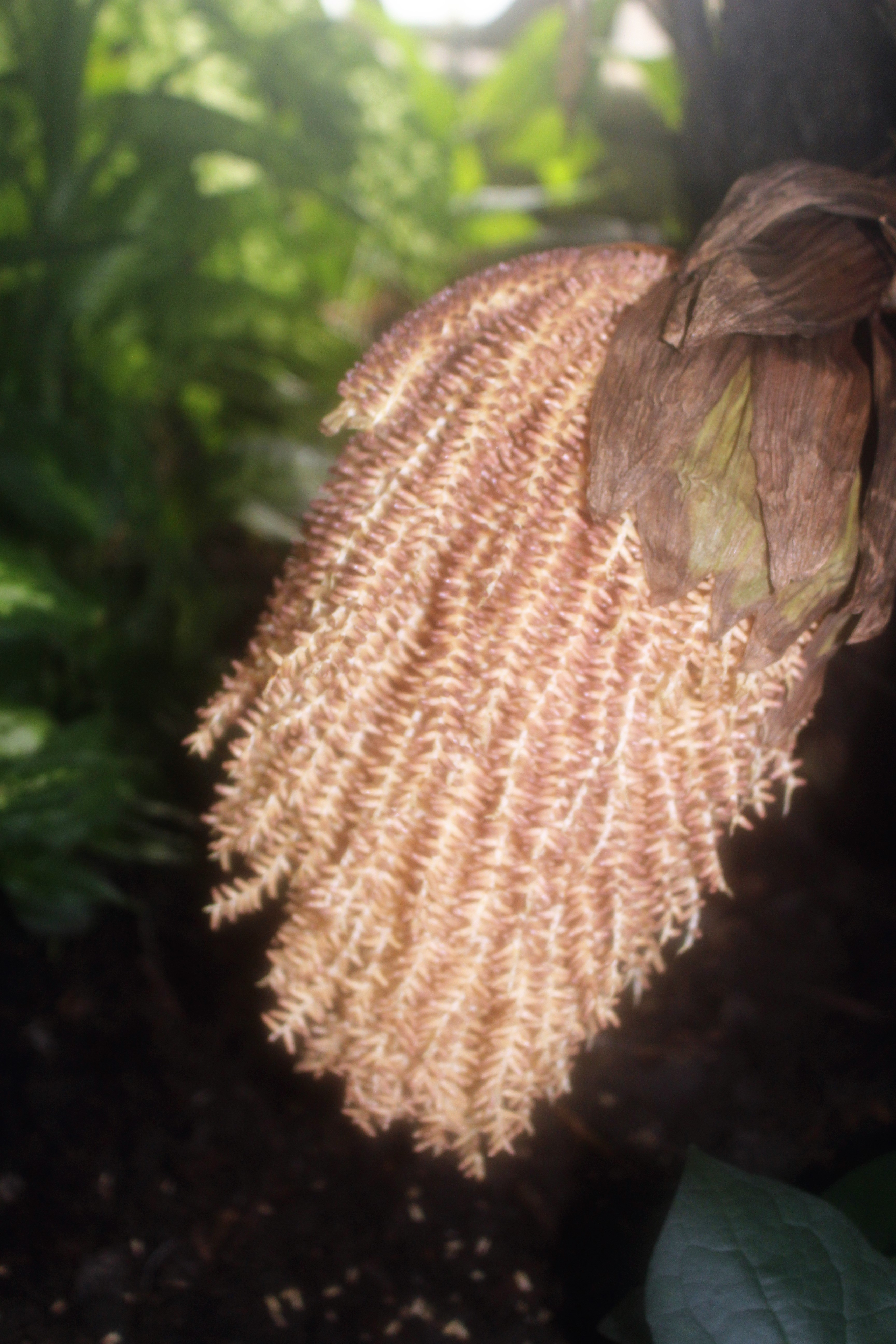
Blütenstand von Wallichia oblongifolia

### Habitus
Wallichia-Arten sind zwergwüchsige bis mittelgroße Palmen mit gefiederten Blättern. Sie sind einzel- oder mehrstämmig und blühen nur einmal (Hapaxanthie). Diese Palmen sind stammlos, strauch- oder baumförmig. Der Stamm besitzt zusammengezogene oder verlängerte Internodien. Diese werden durch die ausdauernden faserigen Blattbasen und Blattscheiden verdeckt.

### Blätter
Die Blätter sind spiralig oder zweizeilig angeordnet, unpaarig gefiedert und induplicat. Die Blattscheide reicht oft über den Blattstiel hinaus und bildet derart ein Blatthäutchen. Mit der Zeit zerfällt sie zu schwarzen Fasern. Der Blattstiel ist gut entwickelt. Die Fiederblättchen sind einfach gefaltet und lineal-lanzettlich. Sie sind unregelmäßig rhombisch oder tief gelappt, manchmal an der Basis auch geöhrt. Die Blattoberseite ist kahl, die Unterseite dicht mit Haaren und Schuppen besetzt.

### Blütenstände
Wallichia-Arten sind vorwiegend einhäusig getrenntgeschlechtig (monözisch), Diözie ist in dieser Gattung fraglich. Die Blütenstände stehen zwischen den Blättern (interfoliär) und stets einzeln. Sie brechen durch die Blattscheiden und entstehen in einer basipetalen Reihenfolge. Sie sind nur einmal verzweigt, eingeschlechtig und meist unterschiedlich: die weiblichen sind die distalen oder „terminal“ stehenden, die männlichen die proximalen, die häufig von auffälligen Tragblättern verdeckt sind.
Der Blütenstandsschaft ist meist dich behaart und braun beschuppt. Das Vorblatt ist klein, zweikielig und nur an der Basis röhrig. Es gibt mehrere Hochblätter am Blütenstandsschaft, die spiralig angeordnet sind und wesentlich größer als das Vorblatt sind. Sie sind an der Basis röhrig, reißen auf und sind meist dicht mit braunen Schuppen und Haaren bedeckt.
Die Blütenstandsachse ist meist länger als der Blütenstandsstiel. Die Hochblätter sind sehr klein. Die Achse trägt zahlreiche blütentragende Seitenachsen (Rachillae), die eher schlank sind und dicht behaart. Sie tragen in spiraliger Anordnung kleine Hochblätter, in deren Achseln die Blüten stehen.

### Blüten
Die männlichen Blüten stehen paarig oder einzeln. Manchmal sind sie von einem Rudiment einer weiblichen Blüte begleitet. Der Kelch ist röhrig mit drei Zipfeln oder Zähnen. Das Receptaculum ist zwischen Kelch und Krone verlängert und stielartig. Die Krone überragt den Kelch deutlich. Sie ist an der Basis röhrig und hat drei lange Zipfel. Es sind 3 bis 15 Staubblätter vorhanden. Die Staubfäden sind an der Basis zu einer kurzen bis langen Säule verbunden. Zudem sind sie teilweise oder vollständig mit der Kronröhre verwachsen, manchmal auch noch mit einem Teil der Zipfel. Die Antheren sind gerade. Ein Stempelrudiment fehlt. Der Pollen ist ellipsoidisch und bisymmetrisch. Die Keimöffnung ist ein distaler Sulcus. Die längste Achse misst 24 bis 27 µm.
Die weiblichen Blütenstände sind meist aufrecht und tragen weniger, aber kräftigere Rachillae. Die Blüten stehen einzeln in spiraliger Anordnung. Jedes steht in der Achsel eines Hochblatts und ist von drei Brakteolen umgeben. Die drei Kelchblätter sind niedrig, rundlich und imbricat. Sie sind frei oder höchstens im untersten Bereich verwachsen. Die drei Kronblätter sind bis etwa zur Hälfte verwachsen, die freien Teile sind valvat. Es sind keine bis drei Staminodien vorhanden. Der Fruchtknoten ist kugelig und zwei- bis dreifächrig mit je einer Samenanlage pro Fach. Die Narbe steht apikal und ist konisch. Die Samenanlagen sind hemianatrop.

### Früchte und Samen
Die Frucht ist ellipsoidisch, klein und von rötlicher oder purpurner Farbe. Sie enthält einen oder zwei, selten drei Samen. Die Narbenreste stehen apikal. Das Exokarp ist glatt, das Mesokarp ist fleischig und mit nadelförmigen, irritierenden Kristallen besetzt. Ein Endokarp ist nicht ausdifferenziert. Die Samen stehen basal und sind ellipsoid oder halbkugelig. Das Endosperm ist homogen. Der Embryo sitzt seitlich.

### Chromosomensätze
Die Chromosomenzahl beträgt 2n = 32.

## Vorkommen
Die Arten kommen vom nepalesischen Himalaya und Oberburma bis China und nach Süden bis zur thailändischen Halbinsel vor.
Sie wachsen in den feuchten tropischen Wäldern vom Meeresspiegel bis in Höhenlagen von 2000 Metern. Nach Süden hin wird die Gattung seltener, was auf eine Anpassung an kühlere und stärker saisonale Klimate hindeutet. Die meisten Arten gedeihen im Unterwuchs. Nur Wallichia disticha ist eine mittelgroße Palme, die in Gruppen nur an den steilen Sandsteinhängen des südlichen Sikkim vorkommt.

## Systematik
Die Gattung Wallichia wurde 1820 durch William Roxburgh in Plants of the Coast of Coromandel, Band 3, Teil 4, Seite 91, Tafel 295 aufgestellt. Der Gattungsname Wallichia ehrt den dänischen Mediziner und Botaniker Nathaniel Wallich (1786–1854, eigentlich Nathan ben Wolff), der Angestellter der Ostindienkompanie und wurde später Direktor des Botanischen Gartens in Kalkutta war. Typusart ist Wallichia caryotoides Roxb.
Die Gattung Wallichia Roxb. gehört zur Tribus Caryoteae in der Unterfamilie Coryphoideae innerhalb der Familie Arecaceae. Ihre Schwestergruppe ist Arenga. Die Gattung Wallichia ist wahrscheinlich monophyletisch.
Es gibt seit 2007 etwa acht Arten:
- Wallichia caryotoides Roxb.: Das Verbreitungsgebiet reicht von Bangladesch bis Yunnan und dem nördlichen Thailand.[2]
- Wallichia disticha T. Anderson: Das Verbreitungsgebiet reicht von östlichen Himalaja bis Yunnan.[2]
- Wallichia gracilis Becc.: Die Heimat ist Guangxi, Yunnan und Vietnam.[2]
- Wallichia lidiae A.J.Hend.: Sie wurde 2007 aus der Bago-Division in Myanmar erstbeschrieben.[2]
- Wallichia marianneae Hodel: Sie kommt nur vom südwestlichen Thailand bis zur thailändischen Halbinsel vor.[2]
- Wallichia nana Griff.: Sie kommt nur Arunachal Pradesh bis Bangladesch vor.[2]
- Wallichia oblongifolia Griff. (Syn.: Wallichia densiflora Mart.): Das Verbreitungsgebiet reicht vom Himalaja bis Yunnan.[2]
- Wallichia triandra (J.Joseph) S.K.Basu: Das Verbreitungsgebiet reicht vom südöstlichen Tibet bis zum indischen Arunachal Pradesh.[2]

## Nutzung
Die Blätter von Wallichia oblongifolia wurden in der Vergangenheit zum Decken der Dächer verwendet. Aus dem Stamm von Wallichia disticha wurde Sago gewonnen.

## Belege